# Impostor
Impostor è un film di fantascienza del 2001 diretto da Gary Fleder il cui soggetto è tratto dal racconto Impostore (Impostor) dello scrittore Philip K. Dick, rispettato abbastanza fedelmente dalla sceneggiatura. È stato distribuito dalla Buena Vista, uscito nelle sale cinematografiche italiane il 28 giugno 2003.

## Trama
Le colonie terrestri che nel 2075 si sono installate nello spazio, sono costantemente attaccate dagli alieni e solo gli insediamenti governativi sono protetti da cupole di energia impenetrabili dagli alieni, mentre la popolazione umana è ridotta sotto una dittatura militare repressiva, piagata da epidemie, distruzioni e povertà.
Spencer Olham, scienziato del governo, mette a punto un'arma per sconfiggere gli alieni, arma che però gli verrà rivolta contro. Olham viene infatti arrestato dalle forze di sicurezza del governo poiché ritenuto un replicante infiltrato dagli alieni, che avrebbero ucciso il vero Olham e fornito al replicante il suo stesso aspetto fisico (capace anche di eludere i controlli clinici), la sua memoria, la sua personalità e perfino la convinzione di essere se stesso.
Mentre è incatenato su un tavolo di tortura gli agenti governativi svelano ad Olham che lui viene indicato in una lista segreta sottratta agli alieni come un replicante infiltrato, capace di esplodere, e programmato dagli alieni per detonare in prossimità del cancelliere terrestre che avrebbe dovuto incontrare quel giorno, e che per questo deve essere soppresso. Olham però non gli crede e riesce a fuggire, intraprendendo un lungo e pericolosissimo percorso per la ricerca della verità, nel quale incontrerà amici vecchi e nuovi e riuscirà a coinvolgere la moglie, scontrandosi più volte con gli uomini del governo che gli daranno una caccia spietata.
Alla fine giungerà a ritrovare il relitto dell'astronave aliena, precipitata in una foresta, in cui è stato replicato, arrivando infine a scoprire la terribile verità, ancora peggiore del previsto. La visione del suo corpo morto porterà all'innesco del replicante Olham che farà saltare in aria se stesso e gli agenti governativi che lo circondano, decretando il fallimento del piano alieno di uccidere il cancelliere.